# Pierre Ryckmans
Ne doit pas être confondu avec son neveu Pierre Ryckmans, alias Simon Leys, sinologue belge.
Le comte Pierre Ryckmans (Anvers, 26 novembre 1891 - Uccle, 18 février 1959) est un haut fonctionnaire belge, gouverneur général du Congo belge et du Ruanda-Urundi de 1934 à 1946.
Il est le fils du sénateur Alphonse Ryckmans, le beau-père de la députée et ancienne présidente du CNCD-11.11.11 Geneviève Ryckmans-Corin, l'oncle du sinologue Pierre Ryckmans, connu sous le nom de Simon Leys, et le grand-père de la députée wallonne Hélène Ryckmans.

## Famille
Pierre Ryckmans naît dans une famille catholique de la petite bourgeoisie anversoise. Il est le fils de Clémence Van Ryn et d’Alphonse Ryckmans, avocat au barreau d’Anvers. Membre du Parti catholique, Alphonse Ryckmans se lance en politique au niveau local et sera conseiller communal d’Anvers de 1899 à 1911. Il deviendra ensuite successivement sénateur provincial en 1912, sénateur coopté de 1921 à 1925 et enfin sénateur d’Anvers de 1925 jusqu’à son décès en 1931.
Lors de sa naissance, le couple a déjà cinq enfants : Paula, Marie-Magdeleine, Gonzague, Elisabeth et Étienne ; Pierre Maria Joseph Cornelius sera baptisé le 27 novembre à l'église Saint-Jacques.

## Scolarité
Après ses études au petit séminaire d’Hoogstraeten, Pierre Ryckmans poursuit ses études secondaires au collège archiépiscopal Saint-Jean-Berchmans à Anvers,.
Une fois ses humanités terminées, il commence des études de droit ainsi qu’un baccalauréat en philosophe thomiste à l’université catholique de Louvain alors qu’il n’est même pas âgé de 16 ans. En 1913, Ryckmans décroche son doctorat en droit avec la plus grande distinction. Il sera admis la même année au barreau d’Anvers.

## Sa contribution à laPremière Guerre mondiale
En 1914, soit seulement un an après son inscription au barreau d’Anvers, Pierre Ryckmans rejoint le Front de l’Yser. Il rejoint le centre d'instruction des sous-lieutenants auxiliaires - infanterie (CISLA I) installé à Gaillon (France - Eure) avant de partir pour l'Afrique et de prendre part à la campagne du Cameroun (1915-1916) en septembre de l'année suivante, puis à celle de l'Est Africain allemand (1916-1918). Il décide de s'engager dans les troupes coloniales à la suite d'« une profonde déception sentimentale, un grand manque d’intérêt pour la pratique du droit, un vif souci d’assurer son autonomie financière et un intense désir d’affronter plus directement les Allemands que sur le front de l’Yser ». Il fait ainsi partie des troupes qui occupent le Ruanda-Urundi, territoire qui passera de la tutelle allemande à celle de la Belgique par mandat octroyé lors de la conférence de Versailles en 1919.

## Premier départ en Afrique
En Afrique, Ryckmans commence tout d’abord par seconder les troupes françaises au Cameroun.
Cette expédition fut éreintante. En effet, « avec ses compagnons de troupe et les porteurs, il a parcouru un millier de kilomètres à pied et en pirogue dans des conditions très difficiles. Mais il enrageait parce que les Allemands avaient préféré fuir plutôt que de continuer le combat. Rentré à Léopoldville, il participa ensuite à la campagne de l’est et après avoir remonté le fleuve il monta sur le Haut plateau est-africain jusqu’à Tabora où il arriva trop tard pour s’engager dans les combats (…) ». De 1916 à 1918, il est avec les troupes britanniques dans l’Est-Africain allemand. Pierre Ryckmans est un soldat qui se distingue par son courage et « après la victoire de Mahenge, il est cité à l'ordre du jour pour le courage, le zèle et le dévouement dont il a fait preuve et est nommé, en septembre 1918, lieutenant de réserve au 9e régiment de ligne ».

### Ascension au sein de l'administration coloniale
Une fois la guerre terminée, Ryckmans entre dans l’administration territoriale de la colonie belge. À l’été 1918, Ryckmans rejoint l’Urundi et devient administrateur de territoire de première classe pour la durée de l’occupation. Il occupera ce poste du 26 juin 1918 au 30 septembre 1919.
En 1919, Ryckmans sera successivement nommé commissaire de district adjoint et commissaire de district de deuxième puis de première classe. Le 16 octobre 1919, le ministre Justin Malfeyt avant d’être nommé, nomme Ryckmans résident de l’Urundi. Il s'agit d'un territoire qui est devenu une résidence par le biais de l’ordonnance du 6 avril 1917 grâce à laquelle le Commissaire royal chargé des territoires occupés a organisé ceux-ci administrativement. La principale mission de l’administration coloniale est « d’affirmer l’emprise belge sur les territoires conquis ». Il atteint donc le sommet de la hiérarchie administrative coloniale. Sa résidence est située à Kitega qui est le centre administratif du district de l’Urundi. Dans les années qui suivirent sa nomination en tant que résident, Pierre Ryckmans continuera à gravir les échelons et sera nommé à des postes toujours plus prestigieux au sein de l’administration coloniale belge. Ainsi en 1925, il deviendra vice-résident du Ruanda-Urundi et en 1928 il est nommé commissaire général de district et assistant du gouvernement de province.

### Retour en Belgique
En 1929, Pierre Ryckmans décide de quitter le Congo pour des raisons familiales. Il estime que le Congo n’est pas le cadre idéal pour élever les huit enfants qu’il a eus avec Madeleine Nève, son épouse depuis 1921. Il rentre donc en Belgique dans le courant de l’année 1929 et s’inscrit au barreau de Bruxelles.

## Carrière d'avocat (1928-1934)
En 1928, il décide de commencer à enseigner. En effet, son ami Paul Coppens lui lègue sa maison et ses emplois. Paul Coppens enseigne dans une école supérieure pour jeunes filles, fondée au lendemain de la Première Guerre mondiale par Marie Haps.
Il y dispense le cours d’« éléments du droit privé » et un cours concernant la colonie de la Belgique : le Congo. Pierre Ryckmans remplace Paul Coppens à l’École de commerce de l'université de Louvain où il donne un cours sur l’histoire et la législation du Congo. En 1929, Ryckmans accepte d’entrer dans le corps professoral de l’université coloniale d’Anvers. Le remplacement est de courte durée car Paul Coppens revient en 1930. Pierre Ryckmans en profite pour remettre sa démission des deux écoles.
Le 17 décembre 1928, il s’inscrit au barreau de Bruxelles afin de continuer sa formation d’avocat, commencée avant la guerre. Il ne lui reste plus que deux ans de stages à exercer. Son emploi de temps au barreau l’empêche de vivre auprès de son épouse et de sa progéniture. Il n’aime guère son métier d’avocat et les difficultés financières se font ressentir.

## Conférencier
Pierre Ryckmans donne des conférences et publie des articles. Dans ses conférences et publication, il aborde les famines au Ruanda-Urundi. Le recueil de ses exposés et de ses publications, au nombre de huit, est repris dans un ouvrage : Dominer pour servir. En voici un extrait : « Dominer pour servir... c’est la seule excuse à la conquête coloniale; c’en est aussi la pleine justification. Servir l’Afrique, c’est-à-dire la civiliser. Pas seulement faire naître des besoins nouveaux et fournir le moyen de les satisfaire ; pas seulement exploiter, pas seulement enrichir ; mais rendre les gens meilleurs, plus heureux, plus hommes. Pour pouvoir servir, il faut connaître ; pour pouvoir servir, il faut aimer. Et c’est en apprenant à connaître les noirs qu’on apprend à les aimer ; car aimer, ce n’est que comprendre, comprendre jusqu’à l’héroïsme ». 

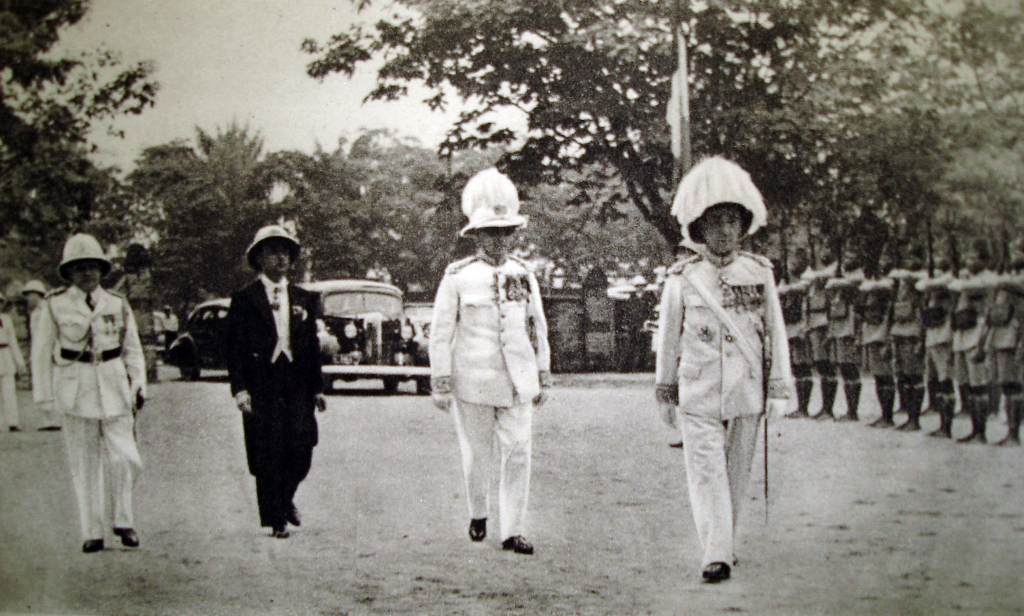
Pierre Ryckmans à l'inauguration du monument d'Albert Ier.

Pierre Ryckmans part le 21 septembre 1930, à Anvers, à bord du Thysville en mission d’étude sur la main-d’œuvre indigène. En effet, quelques mois plus tôt, le 25 mars 1930, Émile Vandervelde sollicite le premier ministre et le ministre des Colonies, Henri Jaspar, sur la question de la main-d’œuvre de la colonie. Le comte va alors redécouvrir pendant 6 mois le Congo où il n’est allé que deux fois, en 1916, en le traversant, et en 1924, en vacances. À Boma, au Bas-Congo, il est engagé pour la durée de sa mission. Il rentre de mission le 2 mars à bord de l’Élisabethville.
Il prévoit, à son retour, la parution de son livre Dominer pour servir, en juin 1931. Le succès de son livre lui permet d’entrer dans le conseil d’administration de l’Oeuvre nationale des écoles congolaises (ENAC).
En 1934, le mois de février est marqué par un événement majeur : le 17 février, le roi Albert fait une chute mortelle à Marche-Les-Dames. Léopold III monte ainsi sur le trône. Cinq semaines plus tard, Léopold III demande au comte Ryckmans de devenir son successeur dans la présidence de l’institut national pour l’étude agronomique du Congo belge (INEAC).

## Gouverneur général du Congo belge

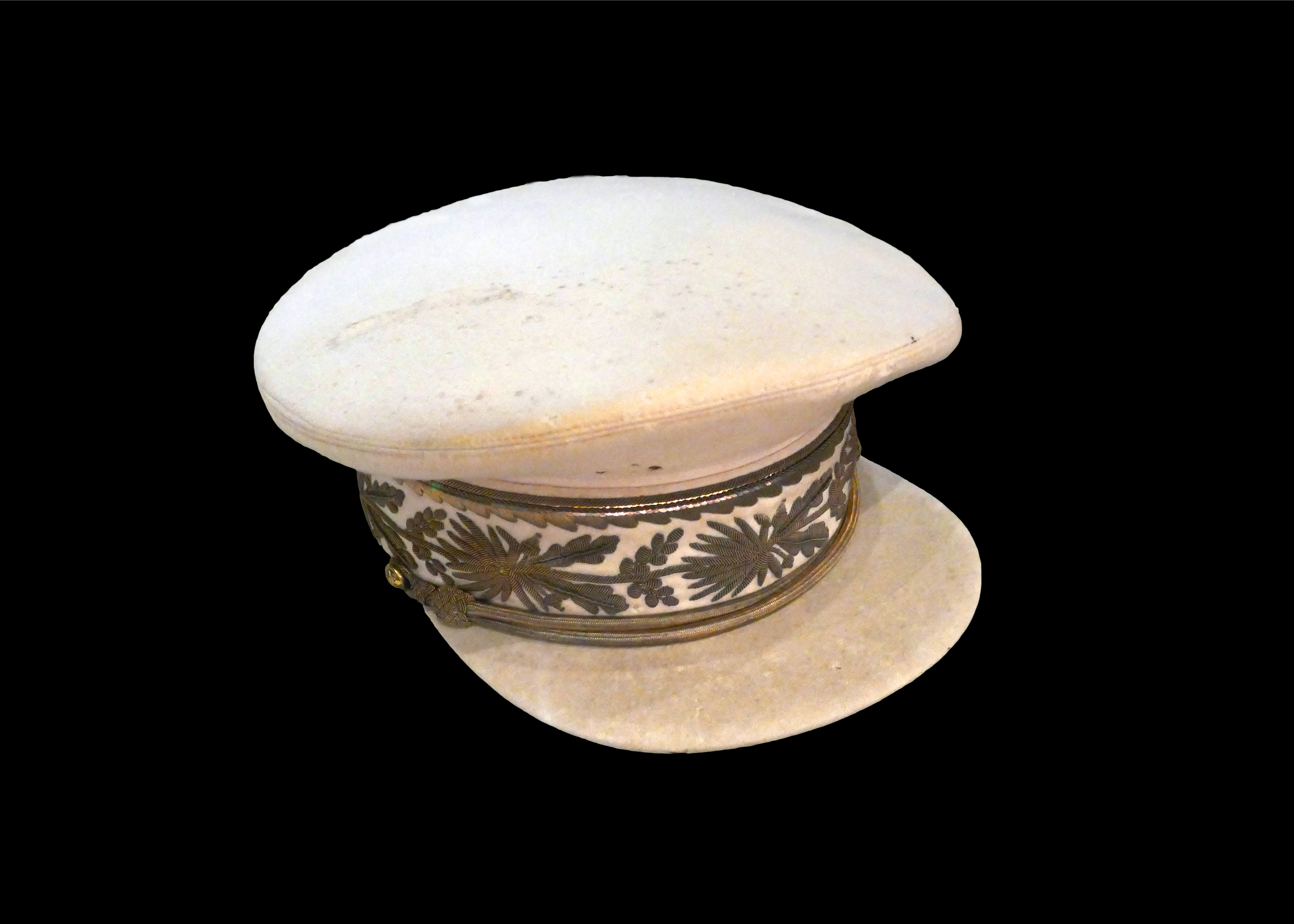
Képi du gouverneur général Pierre Ryckmans.

Le 14 septembre 1934 (année du décès du roi Albert 1er), Ryckmans succède à Auguste Tilkens comme gouverneur général du Congo ainsi que du Ruanda-Urundi qui fut annexé au territoire du Congo sous le général Charles Tombeur, à la suite de la Première Guerre mondiale. C’est Léopold III qui, après avoir envisagé de lui confier le poste, l’a nommé. Il occupera ce poste jusqu’en 1946.
Ryckmans est confronté à deux problèmes majeurs pendant son gouvernement : la crise économique des années 1930 et la Deuxième Guerre mondiale (1939-1945).

### La période de l’entre-deux guerres
La crise économique et financière, dite la Grande Dépression, bat son plein. Néanmoins, jusqu’en 1940, la production et la qualité des matières premières augmentent et on observe un lent redressement économique. Celui-ci permet alors de se concentrer sur d’autres problèmes concernant « l’indigène ». Ryckmans était un catholique dévoué et un juriste, expert en droit colonial. Il était persuadé du bon fonctionnement du gouvernement belgo-congolais avec une collaboration des multinationales et de l’Église catholique. Bien qu'il soutienne les écoles protestantes et l’intérêt de diminuer la production minière pour augmenter la production de nourriture, jamais il n’arrive à améliorer les conditions sociales des populations coloniales, « destinées à servir ».
En 1940, la crise prend l’ascendant sur les autres préoccupations, elles obligent Ryckmans à donner des discours très matérialistes au Conseil de Gouvernement. Ces derniers sont consultables dans l’ouvrage écrit par le gouverneur lui-même, Étapes et Jalons.

### Seconde Guerre mondiale
En 1939, la guerre est déclarée. En mai 1940 la Belgique est envahie par l’Allemagne, et le 28 mai 1940 c'est la capitulation belge.
Pour Ryckmans, malgré le lien pacifique qui lie le territoire du Congo aux territoires africains voisins, les agressions sont imminentes. Deux questions se posent à lui ; la première est celle du recensement de l’armée et l’assistance africaine (si les effectifs blancs mais surtout noirs peuvent être d’un grand secours) et la seconde est celle d'une restructuration (changement de l’occupation des compétences, augmentation des productions essentielles) afin de faire du Congo belge le premier producteur des matériaux nécessaires à la victoire des Alliés,. Son but premier était « de préserver l’autonomie et l’intégrité de l’empire belge en Afrique ».
Ryckmans, dans Messages de guerre, se dit prêt à servir le combat en fournissant un effort militairece qui s’est fait, malgré les réserves du gouvernement, en Afrique orientale italienne.
Pierre Ryckmans est en contact avec le gouvernement belge tout le long de la guerre. Le 24 juin 1940, un arrêté-loi promulgué le 18 juin 1940, dont l'auteur est Robert de Mûelenaere, conseiller juridique du ministre des Colonies, attribue en son article 2 l’exercice du pouvoir législatif au gouverneur général, à condition de renouveler les ordonnances, dites d’urgence, tous les 6 mois. Il est muni de pouvoirs exceptionnels par le ministre chargé des colonies Albert de Vleeschauwer. Cependant, le gouvernement n’indique rien quant à une mobilisation de l’armée coloniale qui se veut neutre.
Finalement, en plus d’exporter une partie des productions coloniales en Belgique, il estime devoir se mobiliser davantage. Ainsi, le 21 janvier 1941, il signe un accord économique avec la Grande-Bretagne après que Churchill lui explique les besoins des Alliés. Cet accord a pour but d’établir un certain nombre de produits que les Britanniques s’engagent à leur acheter jusqu’au 31 août 1941. Il s’agit de l’or et de l’étain-métal, principaux matériaux de guerre, mais aussi d‘uranium.
Pierre Ryckmans doit assurer l'effort de guerre économique en faveur des Alliés et l'organisation des campagnes victorieuses des troupes belgo-congolaises en Éthiopie. Il est aussi appelé à résoudre de graves problèmes politiques dont une mutinerie militaire à Luluabourg.
Après la campagne de Malaisie et la perte des plantations de caoutchoucs malaisiennes, saisies par l'empire du Japon en janvier 1942, le Congo belge est devenu un fournisseur stratégique de caoutchouc.
Pierre Ryckmans quitte son poste de gouverneur général du Congo en 1946, à 55 ans, et, malgré sa préférence pour Robert Godding, c'est Eugène Jungers qui lui succède.

## Aux Nations-Unies
« Un jour, à un déjeuner donné en l’honneur de Smuts, Spaak s’est trouvé embarrassé par la défection inopinée d’une parlementaire qui devait faire partie de la délégation à New York. Quelqu’un lui a dit en me voyant là : pourquoi pas Ryckmans ? J’ai accepté, croyant que cela ne m’engageait à rien – ou plutôt sans presque y penser ».
Pierre Ryckmans refuse le poste de la première présidence du Conseil d’État.
Le 15 octobre 1946 il s’en va pour New York. Il restera à l’ONU jusqu’en septembre 1957. Le délégué assiste à la mise sur pied des Nations unies. Il y élabore un plan de tutelle proposé par la Belgique pour le Ruanda-Urundi. Il devient alors représentant permanent de la Belgique au Conseil de tutelle. Son action permet à tous les territoires autonomes d’être sous le contrôle direct des Nations unies. En 1951, il devient le premier commissaire belge à l'énergie atomique et fonde, en 1952, le Centre d'étude pour les applications de l'énergie nucléaire (CEAN) qui deviendra plus tard le SCK-CEN.
Il va intervenir au conseil de tutelle dans le conflit israélo-palestinien afin qu’en cas de désaccord, la ville de Jérusalem soit sous le contrôle direct du conseil.
Le 18 février 1959, Pierre Ryckmans décède.

## Pierre Ryckmans, l'auteur de conférences, ouvrages et nouvelles
Outre les différentes positions qu’il a pu prendre, il fut l’auteur de différents écrits, notamment sur le Congo belge et sa façon de le gouverner du temps où il était gouverneur.

### Les ouvrages
- Allo ! Congo ! Chroniques radiophoniques. Le Congo vous parle., 1917[38].
  - Barabara, 1947[39].
- Le problème de la main-d’œuvre au Congo Belge : rapport de la Commission de la main-d'œuvre indigène 1930-1931 : Province Orientale, 1931[40].
- La politique coloniale, 1933[41].
- Hommage au roi Albert [Albert I. König v. Belgien], 1934[42].
- Messages de guerre, 1945[43].
- Dominer pour servir, 1946[17].
- Étapes et jalons, 1946[44].
- «  Vers l’avenir, problèmes coloniaux de demain : conférence faite à Léopoldville le 6 juillet 1946 », 1946[45].
- Une page d’histoire coloniale : l’occupation allemande dans l’Urundi, 1953[46].
- Inédits, 1988[8].

### Sous le pseudonyme de Simon Dives
- Pourquoi on siffle Chantecler ?, 1912.
- Compilations de notes sur l’Irlande publiée par la Métropole : Lettres d’Irlande, 1912[47].

## Famille
André Ryckmans naquit à Louvain, le 11 janvier 1929. Il était le fils de Pierre Ryckmans, à l’époque gouverneur général du Congo belge, ce qui lui vaudra une enfance africaine par laquelle il sera profondément marqué. Dès son plus jeune âge, il est certain qu’il fera une carrière coloniale. Il parle le kikongo, la langue des Bakongo, avec une telle perfection, que les Africains eux-mêmes n’y discernent pas le moindre accent.
Le 17 juillet 1960, il dirigeait à Léopoldville une équipe qui organisait les secours aux personnes isolées dans la brousse et menacées par la révolte de la Force Publique. Il fut fait prisonnier et abattu quelques heures plus tard, en même temps que son pilote, le commandant-aviateur Emmanuel Kervyn de Meerendré , les soldats les accusant d’être des espions. Ryckmans avait 31 ans. Il laissait une veuve et cinq enfants en bas âge. Il a laissé de nombreux écrits.

## Distinctions et titres honorifiques

### Décorations belges
- Grand-croix de l'ordre de la Couronne;
- Commandeur de l'ordre de Léopold;
- Grand-croix de l’ordre de l’Étoile Africaine ( Congo belge) ;
- Commandeur de l’ordre Royal du Lion  en 1938 ( Congo belge) ;
- Croix de guerre 1914-1918[49].

### Décorations étrangères
- Grand cordon de l’ordre de Phénix ( Grèce).
- Chevalier grand-croix de l’ordre de l’Empire Britannique ( Royaume-Uni)
- Grand-croix de l’ordre de Saint-Sylvestre ( Vatican).
- Grand-croix de l'ordre du Christ en 1939 ( Portugal).
- Grand officier de l'ordre de l'Empire colonial ( Portugal)
- Grand officier de la Légion d'honneur ( France)
- Grand-croix de l'ordre de l'Étoile noire ( France).
- Grand-croix de l'ordre de la Couronne de chêne ( Luxembourg).
- Medal for Merit ( États-Unis)[49].